# 896-й истребительный авиационный полк
896-й истребительный авиационный Курский полк (896-й иап) — воинская часть Военно-воздушных сил (ВВС) Вооружённых Сил РККА, принимавшая участие в боевых действиях Великой Отечественной войны.

## Наименования полка История наименований полка
За весь период своего существования полк своё наименование не менял:
- 896-й истребительный авиационный полк;
- 896-й истребительный авиационный Курский полк;
- Войсковая часть (Полевая почта) 64375.

## История и боевой путь полка
896 истребительный авиационный полк начал формирование 20 мая 1942 года в 8-м запасном истребительном авиационном полку Приволжского военного округа на аэродроме Багай-Барановка Саратовской области по штату 015/174 на самолётах Як-1. Окончательно сформирован 2 июня 1942 года.
Со 2 июня по 23 июля 1942 года полк оставался в 8-м запасном истребительном авиационном полку, проводя освоение личным составом самолёта Як-1 и боевое слаживание полка.
В период с 24 июля по 1 августа полк перебазировался на Сталинградский фронт и поступил в распоряжение командования 8-й воздушной армии Сталинградского фронта. Боевой работы не вёл, передал все Як-1 в другие полки 8-й воздушной армии и убыл в тыл за новыми самолётами.
В период со 2 по 6 августа заново укомплектован истребителями Як-1 в 8-м запасном истребительном авиационном полку Приволжского военного округа на аэродроме Багай-Барановка и убыл на Брянский фронт.
Поступил в распоряжение 286-й истребительной авиационной дивизии 15-й воздушной армии Брянского фронта. С 9 августа полк в составе 286-й истребительной авиационной дивизии 15-й воздушной армии Брянского фронта вступил в боевые действия против фашистской Германии и её союзников на самолётах Як-1.
Первая известная воздушная победа полка в Отечественной войне одержана 12 августа 1942 года: лейтенант Трясуненко А. Г. в воздушном бою в районе д. Ивановка сбил немецкий истребитель Ме-109 (Messerschmitt Bf.109).
С 20 ноября 1942 года по 24 января 1943 года боевой работы не вёл. Переформирован по штату 015/284. Возобновил боевую работу с 25 января 1943 года в составе 286-й истребительной авиационной дивизии 15-й воздушной армии Брянского фронта. 20 марта 1943 года вместе с 286-й истребительной авиационной дивизией передан в состав 16-й воздушной армии Центрального фронта.
С 27 июля 1943 года полк остался без самолётов, с этого времени боевой работы не вёл, оставаясь в составе 286-й истребительной авиационной дивизии.
С 1 февраля 1944 года полк стал перегонять в действующую армию самолёты Як-1. Первая партия — с авиазавода № 292 (г. Саратов) 20 истребителей Як-1. 19 марта полк передал 17 Як-1б и 16 лётчиков в полки 283-й истребительной авиационной дивизии 16-й воздушной армии, а 27 марта полк исключён из действующей армии, выведен из состава 286-й истребительной авиационной дивизии и перепрофилирован в перегоночный истребительный авиационный полк.
2 апреля 1944 года полк прибыл в Харьковский военный округ, где вошёл в состав 5-й запасной авиационной бригады ВВС Харьковского военного округа. 3 апреля полк переформирован по штату 015/364. С 6 мая 1944 года полк приступил к перегонке самолётов Як-9 в действующую армию с аэродромов Сокольники и Рогань Харьковского аэроузла.

### Участие в операциях и битвах
- Сталинградская битва — с 24 июля 1942 года по 1 августа 1942 года.
- Операции 286-й истребительной авиационной дивизии по уничтожению коммуникаций противника в районе Кастроное, Кшень, Мармыжи, Замлянск[2] — с 12 сентября 1942 года по 15 сентября 1942 года.
- Воронежско-Касторненская операция[2] — с 24 января 1943 года по 2 февраля 1943 года.
- Воздушная операция по уничтожению авиации на аэродромах — 6 мая 1943 года.
- Курская битва[2] — с 5 июля 1943 года по 27 июля 1943 года.
- Орловская стратегическая наступательная операция[2] — с 12 июля 1943 года по 27 июля 1943 года.

### В составе действующей армии
В составе действующей армии полк находился:
- с 24 июля 1942 года по 1 августа 1942 года;
- с 9 августа 1942 года по 27 марта 1944 года[3].

### Послевоенная история полка
После войны полк с 11 августа 1945 года вошёл в состав 178-й истребительной авиационной дивизии ВВС Харьковского военного округа.
На основании директивы ГШ КА № орг/10/14159 от 04.12.1945 г. и Директивы Военного Совета Харьковского военного округа № орг/1/0335 от 10.12.1945 г. 896 истребительный авиационный полк 18 января 1946 года был расформирован в составе 178-й истребительной авиационной дивизии ВВС Харьковского военного округа.

## Командиры полка
- капитан, майор, подполковник Семенко Виктор Михайлович[1], 20.05.1942 — 27.02.1945
- капитан Лапшин Алексей Сергеевич[1], 27.02.1945 — 29.08.1945

## В составе соединений и объединений
| Период        | Фронт (округ)             | армия                | дивизия                                      | примечание    |
| ------------- | ------------------------- | -------------------- | -------------------------------------------- | ------------- |
| 20.05.1942 г. | Приволжский военный округ | ВВС округа           | 8-й запасной истребительный авиационный полк | Як-1          |
| 24.07.1942 г. | Сталинградский фронт      | 8-я воздушная армия  |                                              | Як-1          |
| 02.08.1942 г. | Приволжский военный округ | ВВС округа           | 8-й запасной истребительный авиационный полк | Як-1          |
| 06.08.1942 г. | Брянский фронт            | 15-я воздушная армия | 286-я истребительная авиационная дивизия     | Як-1          |
| 20.03.1943 г. | Центральный фронт         | 16-я воздушная армия | 286-я истребительная авиационная дивизия     | Як-1          |
| 20.10.1943 г. | Белорусский фронт         | 16-я воздушная армия | 286-я истребительная авиационная дивизия     | Як-1          |
| 02.04.1944 г. | Харьковский военный округ | ВВС округа           | 5-я запасная авиационная бригада             |               |
| 11.08.1945 г. | Харьковский военный округ | ВВС округа           | 178-я истребительная авиационная дивизия     |               |
| 18.01.1946 г. | Харьковский военный округ | ВВС округа           | 178-я истребительная авиационная дивизия     | расформирован |

## Почётные наименования
896-му истребительному авиационному полку 4 мая 1943 год за показанные образцы мужества и геройства в борьбе против фашистских захватчиков и в целях дальнейшего закрепления памяти о подвигах сталинских соколов присвоено почётное наименование «Курский».

## Благодарности Верховного Главнокомандующего
За проявленные образцы мужества и героизма Верховным Главнокомандующим лётчикам полка в составе 286-й иад объявлены благодарности:
- За отличие в боях при овладении крупным железнодорожным узлом и городом Нежин — важнейшим опорным пунктом обороны немцев на путях к Киеву[7];
- За отличие в боях за овладение областным и крупным промышленным центром Белоруссии городом Гомель — важным узлом железных дорог и мощным опорным пунктом обороны немцев на полесском направлении[8];

## Отличившиеся воины
Громаковский Владимир Александрович, лётчик полка с августа по сентябрь 1942 года, свою первую победу одержал в полку 16 августа 1942 года, Указом Президиума Верховного Совета СССР от 15 мая 1946 года за мужество и героизм, проявленные в воздушных боях с немецко-фашистскими захватчиками удостоен звания Героя Советского Союза будучи командиром звена 176-го гвардейского истребительного авиационного полка 16-й воздушной армии 1-го Белорусского фронта, гвардии старшим лейтенантом. Золотая Звезда № 8979.

## Лётчики-асы полка
| Фамилия, имя отчество               | Награды | Сбито самолётов (+ в группе) | Примечание |
| ----------------------------------- | ------- | ---------------------------- | --- |
| Громаковский Владимир Александрович |         | 15 + 1                       | Лётчик полка: авг. — сент. 1942. Далее служил в 19 иап/176 гиап. Боевых вылетов: 186                                          |
| Отлесный Александр Ефимович         |         | 12 + 2                       | Лётчик полка: сент. 1942 — июль 1943 Боевых вылетов: 175; воздушных боёв: 46. Участник Советско-финляндской войны (1939—1940) |
| Дубакин Василий Николаевич          |         | 10 + 0                       | Лётчик полка: апр. 1943 — авг. 1944. Далее служил в 133-м иап. Боевых вылетов: 100; воздушных боёв: 14                        |
| Дудыкин Михаил Евсеевич             |         | 7 + 1                        | Лётчик полка: дек. 1942 — июль 1943.                                                                                          |
| Белов Алексей Платонович            |         | 7 + 0                        | Лётчик полка: июнь — июль 1943. Боевых вылетов: 80                                                                            |
| Антонов Георгий Николаевич          |         | 6 + 2                        | Лётчик полка: нояб. 1942 — май 1945. Боевых вылетов: 141                                                                      |
| Галкин Пётр Яковлевич               |         | 6 + 0                        | Лётчик полка: янв. — июль 1943. Далее служил в составе 16 орап. Погиб 18 июня 1944 г. Разбился в авиационной катастрофе.      |
| Усевич Алексей Иванович             |         | 5 + 6                        | Лётчик полка: авг. 1942 — март 1944. Боевых вылетов: 131; воздушных боёв: 61                                                  |

## Итоги боевой деятельности полка
Всего за годы Великой Отечественной войны полком:
| Выполнено боевых вылетов | Проведено воздушных боёв | Сбито самолётов противника |
| ------------------------ | ------------------------ | -------------------------- |
| 1261                     | 86                       | 88                         |

Уничтожено при штурмовках:
| автомашин | автоцистерн | повозок | паровозов |
| --------- | ----------- | ------- | --------- |
| 37        | 6           | 49      | 8         |

Свои потери:
| Потеряно самолётов, всего | Погибло лётчиков всего |
| ------------------------- | ---------------------- |
| 31                        | 23                     |

## Самолёты на вооружении
| Период                  | Самолёты | Фото        | Период                  | Самолёты | Фото |
| ----------------------- | -------- | ----------- | ----------------------- | -------- | ---- |
| 20.05.1942 — 06.05.1944 | Як-1     | И-26 (Як-1) | 06.05.1944 — 18.01.1946 | Як-9     | Як-9 |

## Базирование
| Период                  | Аэродром                               |
| ----------------------- | -------------------------------------- |
| 02.04.1944 — 18.01.1946 | аэродромы Сокольники и Рогань, Харьков |